# Circonscription autonomique de Majorque
Ne doit pas être confondu avec Circonscription électorale de Majorque.
La circonscription électorale de Majorque est l'une des quatre circonscriptions électorales des îles Baléares pour les élections au Parlement des îles Baléares.
Elle correspond géographiquement à l'île de Majorque.

## Synthèse
| AP & alliés  |       | 11 | 13 |    |    |    |    |    |    |    |    |    |  |  |
| CDS          |       |    | 3  |    |    |    |    |    |    |    |    |    |  |  |
| UM           |       | 6  | 4  | 1  | 2  | 3  | 3  | 3  |    |    |    |    |  |  |
| IU           |       |    |    |    | 2  | 2  | 2  |    |    |    |    |    |  |  |
| PSM          |       | 2  | 2  | 3  | 5  | 4  | 3  | 4  | 4  |    |    |    |  |  |
| PSIB-PSOE    |       | 11 | 11 | 11 | 8  | 8  | 9  | 10 | 10 | 7  | 10 | 10 |  |  |
| PP           |       |    |    | 18 | 16 | 16 | 16 | 16 | 19 | 10 | 7  | 13 |  |  |
| Podemos      |       |    |    |    |    |    |    |    |    | 5  |    |    |  |  |
| Més          |       |    |    |    |    |    |    |    |    | 6  | 4  | 4  |  |  |
| Cs           |       |    |    |    |    |    |    |    |    | 2  | 3  |    |  |  |
| El Pi        |       |    |    |    |    |    |    |    |    | 3  | 3  |    |  |  |
| EUIB-Podemos |       |    |    |    |    |    |    |    |    |    | 3  |    |  |  |
| Vox          |       |    |    |    |    |    |    |    |    |    | 3  | 6  |  |  |
|              |       |    |    |    |    |    |    |    |    |    |    |    |  |  |
| Total        | Total | 30 | 33 | 33 | 33 | 33 | 33 | 33 | 33 | 33 | 33 | 33 |  |  |

## Résultats détaillés

### 1983
| Parti     | Parti | Députés élus |
| --------- | ----- | --- |
| PSIB-PSOE |       | Félix Pons, Joan Francesc Triay Llopis, Josep Alfonso Villanueva, Joan March Noguera, Josep Moll Marquès, Jaume Llul Bibiloni, Andreu París Mateu, Josep Martín Peregrín, Joan Nadal Aguirre, Antoni Garcias Coll, Encarnació Frau Bernat      |
| CP        |       | Gabriel Cañellas, Antoni Cirerol i Thomàs, Joan Verger Pocoví, Cristòfol Soler, Francesc Gilet Girart, Jaume Llompart Salvà, Catalina Enseñat Enseñat, Andreu Mesquida Galmés, Gabriel Godino Busquets, Gaspar Oliver Mut, Miquel Fiol Company |
| UM        |       | Jeroni Albertí i Picornell, Pedro Marrero Henning, Josep María Lafuente López, Maria Antònia Munar i Riutort, Pere Gonçal Aguiló Fuster, Antoni Roses Juaneda                                                                                  |
| PSM       |       | Sebastià Serra Busquets, Damià Ferrà-Ponç |

- Pedro Marrero (UM) est remplacé en mars 1984 par Miquel Clar Lladó.
- Félix Pons (PSIB-PSOE) est remplacé en juillet 1985 par Pere Capó Manzano.
- Antoni Garcias (PSIB-PSOE) est remplacé en septembre 1986 par Antoni Ballester Mas.

### 1987
| Parti     | Parti | Députés élus |
| --------- | ----- | --- |
| AP-PL     |       | Gabriel Cañellas, Gaspar Oliver Mut, Joan Verger Pocoví, José González Ortea, Francesc Gilet Girart, Andreu Mesquida Galmés, Gabriel Godino Busquets, Joaquín Ribas de Reyna, Miquel Capó Galmés, Andreu Riera Bennàssar, Cosme Adrover Obrador, Antoni Alfons Salgado Gomila, Joana Vidal Burguera |
| PSIB-PSOE |       | Joan Francesc Triay Llopis, Josep Moll Marquès, Miquel Oliver Massutí, Joan March Noguera, Josep Alfonso Villanueva, Jaume Carbonero Malberti, Josep Martín Peregrín, Joan Nadal Aguirre, Damià Ferrà-Ponç, Valentí Valenciano López, Lorenç Rus Jaume                                              |
| UM        |       | Jeroni Albertí i Picornell, Maria Antònia Munar i Riutort, Guillem Vidal Bibiloni, Miquel Pascual Amorós |
| CDS       |       | Francesc Quetglas Rosanes, Bernat Trias Arbós, Antònia Aleñar Pujadas |
| PSM       |       | Sebastià Serra Busquets, Joan Mayol Serra |

- Joan March (PSIB-PSOE) est remplacé en octobre 1987 par Pere Serra Vich.
- Jaume Carbonero (PSIB-PSOE) est remplacé en mars 1989 par Teresa Riera Madurell.
- Miquel Pascual (UM) est remplacé en février 1991 par Manuel Pérez Ramos.

### 1991
| Parti     | Parti | Députés élus |
| --------- | ----- | --- |
| PP-UM     |       | Gabriel Cañellas, Joan Verger Pocoví, Guillem Vidal Bibiloni, José González Ortea, Francesc Gilet Girart, Cristòfol Soler, Andreu Mesquida Galmés, Maria Antònia Munar i Riutort, Joaquín Ribas de Reyna, María del Pilar Ferrer Bascuñana, Andreu Riera Bennàssar, Joana Vidal Burguera, Jesús Martínez de Dios, Pere Joan Morey Ballester, Maria Salom, Carlos Cañellas Fons, Antoni Pascual Ribot, José Martínez Polentinos |
| PSIB-PSOE |       | Francesc Obrador Moratinos, Joan Francesc Triay Llopis, Josep Moll Marquès, Josep Alfonso Villanueva, Teresa Riera Madurell, Lorenç Rus Jaume, Valentí Valenciano López, Damià Ferrà-Ponç, Joan Ferrà Capllonch, Francesca Bassa Cubells, Antoni Pellicer Pujol |
| PSM       |       | Mateu Morro Marcé, Pere Sampol Mas, Sebastià Serra Busquets |
| UIM       |       | Miquel Pascual Amorós |

- Mateu Morro (PSM) est remplacé en mai 1992 par Antònia Vadell Ferrer.
- Francesca Bassa (PSIB-PSOE) est remplacée en septembre 1992 par Francesc Antich.
- Sebastià Serra (PSM) est remplacé en mars 1993 par Antoni Sansó Servera.
- Francesc Gilet (PP-UM) est remplacé en juin 1993 par Francesc Salas Santos.

### 1995
| Parti     | Parti | Députés élus |
| --------- | ----- | --- |
| PP        |       | Gabriel Cañellas, Joan Verger Pocoví, Rosa Estaràs, José González Ortea, Cristòfol Soler, Jaume Matas, Bartomeu Blanquer Sureda, Maria Salom, Joana Vidal Burguera, Joan Flaquer Riutort, María del Pilar Ferrer Bascuñana, Margalida Ferrando Barceló, Andreu Riera Bennàssar, Guillem Vidal Bibiloni, Mauricio Rovira de Alós, Carlos Cañellas Fons |
| PSIB-PSOE |       | Joan Francesc Triay Llopis, Andreu Cespí Plaza, Teresa Riera Madurell, Francesc Quetglas Rosanes, Damià Ferrà-Ponç, Catalina Amer Riera, Antonio Diéguez Seguí, Francesc Antich |
| PSM       |       | Pere Sampol Mas, Damià Pons Pons, Antoni Alorda Vilarrubias, Catalina Bover Nicolau, Mateu Morro Marcé |
| UM        |       | Maria Antònia Munar i Riutort, Antoni Pascual Ribot |
| EU-EV     |       | Eberhard Grosske Fiol, Margalida Thomàs Andreu |

- Teresa Riera (PSIB-PSOE) est remplacée en février 1996 par Joan Mesquida Ferrando.
- Mateu Morro (PSM) est remplacé en juin 1996 par Antoni Sansó Servera.
- Gabriel Cañellas (PP) est remplacé en mars 1999 par José Orta Rotger.

### 1999
| Parti     | Parti | Députés élus |
| --------- | ----- | --- |
| PP        |       | Jaume Matas, Francisca Bennàssar Tous, Joan Verger Pocoví, Jaume Font Barceló, Rosa Estaràs, Fernando Piña Saiz, Joan Flaquer Riutort, Maria Salom, Joan Huguet i Rotger, Antoni Pastor Cabrer, Pere Rotger i Llabrés, Gaspar Oliver Mut, Margalida Cabrer González, Margalida Capó Abrines, Juan Antonio Ramonell Amengual, José González Ortea |
| PSIB-PSOE |       | Francesc Antich, Francina Armengol, Catalina Amer Riera, Andreu Cespí Plaza, Aina Salom Soler, Celestí Alomar Mateu, Antonio Diéguez Seguí, Salvador Cànoves Rotger |
| PSM       |       | Pere Sampol Mas, Maria Antònia Vadell Ferrer, Damià Pons Pons, Antoni Alorda Vilarrubias |
| UM        |       | Maria Antònia Munar i Riutort, Miquel Nadal Buades, Antoni Pascual Ribot |
| EU-EV     |       | Eberhard Grosske Fiol, Margalida Rosselló Pons |

- Damià Pons (PSM) est remplacé en août 1999 par Cecili Bueles Ramis.
- Antoni Pascual (UM) est remplacé en août 1999 par Maximilià Morales Gómez.
- Rosa Estaràs (PP) est remplacée en mars 2000 par Francesc Fiol Amengual.
- Jaume Matas (PP) est remplacé en mai 2000 par Aina Castillo Ferrer.
- Antonio Ramonell (PP) est remplacé en octobre 2000 par Antonio Llamas Márquez.
- José González (PP) est remplacé en novembre 2002 par Sebastiana Fullana Fiol.

### 2003
| Parti     | Parti | Députés élus |
| --------- | ----- | --- |
| PP        |       | Jaume Matas, Rosa Estaràs, Margalida Cabrer González, Jaume Font Barceló, Joan Flaquer Riutort, Joan Fageda Aubert, Pere Rotger i Llabrés, José Rodríguez Barberá, Catalina Sureda Fons, Maria Salom, Joan Huguet i Rotger, Gaspar Oliver Mut, Carmen Feliu Álvarez de Sotomayor, Antoni Pastor Cabrer, Francesc Fiol Amengual, Aina Castillo Ferrer |
| PSIB-PSOE |       | Francesc Antich, Francina Armengol, Francesc Quetglas Rosane, Joana Seguí Pons, Celestí Alomar Mateu, Aina Salom Soler, Antonio Diéguez Seguí, Aina Calvo, Valentí Valenciano López |
| UM        |       | Maria Antònia Munar i Riutort, Miquel Nadal Buades, Maria Dolça Mulet Dezcallar |
| PSM       |       | Pere Sampol Mas, Maria Antònia Vadell Ferrer, Sebastià Serra Busquets |
| EU-EV     |       | Margalida Rosselló Pons, Miquel Rosselló del Rosal |

- Sebastià Serra (PSM) est remplacé en juin 2003 par Joana Lluïsa Mascaró Melià.
- Aina Castillo (PP) est remplacée en juillet 2003 par Miquel Munar Cardell.
- Francesc Fiol (PP) est remplacé en juillet 2003 par Andreu Prohens Vicens.
- Margalida Cabrer (PP) est remplacée en juillet 2003 par Manuel Jaén Palacios.
  - Manuel Jaén (PP) est remplacé en juillet 2003 par Maria Binimelis Amengual.
- José Rodríguez (PP) est remplacé en juillet 2003 par Fernando Rubio Aguiló.
- Catalina Sureda (PP) est remplacée en septembre 2003 par Joan Font Rosselló.
- Maria Salom (PP) est remplacée en mars 2004 par Eduardo Puche Castillejo.
- Joan Fageda (PP) est remplacé en mars 2004 par Francisco Molina Fresneda.
- Francesc Antich (PSIB-PSOE) est remplacé en mars 2004 par Rosamaria Alberdi Castell.
- Aina Calvo (PSIB-PSOE) est remplacée en juin 2004 par Andreu Crespí Plaza.
- Joana Seguí (PSIB-PSOE) est remplacée en septembre 2004 par Aina Rado Ferrando.
- Francesc Quetglas (PSIB-PSOE) est remplacé en octobre 2006 par Antoni Alemany Cladera.
- Pere Sampol (PSM) est remplacé en octobre 2006 par Antoni Alorda Vilarrubias.

### 2007
| Parti     | Parti | Députés élus |
| --------- | ----- | --- |
| PP        |       | Jaume Matas, Rosa Estaràs, Pere Rotger i Llabrés, Margalida Cabrer González, Joan Flaquer Riutort, Aina Castillo Ferrer, Jaume Font Barceló, Maria de la Pau Janer Mulet, José Rodríguez Barberá, Carmen Feliu Álvarez de Sotomayor, Joan Huguet i Rotger, Catalina Soler Torres, Francesc Fiol Amengual, Encarnación Juana Pastor Sánchez, Antoni Pastor Cabrer, Isabel Carmen Llinàs Warthmann |
| PSIB-PSOE |       | Francesc Antich, Francina Armengol, Antonio Diéguez Seguí, Bàrbara Galmés Chicón, Vicenç Thomàs Mulet, Rosamaria Alberdi Castell, Bartomeu Llinàs Ferrà, Ana Crespí Prunés, Jaume Carbonero Malberti, Aina Rado Ferrando |
| PSM       |       | Gabriel Barceló Milta, Joana Lluïsa Mascaró Melià, Miquel Àngel Llauger Rosselló, Josefa Santiago Rodríguez |
| UM        |       | Maria Antònia Munar i Riutort, Bartomeu Vicens Mir, Catalina Julve Caldentey |

- Jaume Matas (PP) est remplacé en juin 2007 par Antoni Serra Torres.
- Maria de la Pau Janer (PP) est remplacée en juin 2007 par Sandra Morell Cuart.
- Joana Mascaró (PSM) est remplacée en juillet 2007 par Antoni Alorda Vilarrubias.
- Catalina Julve (UM) est remplacée en juillet 2007 par Josep Melià Ques.
- Bàrbara Galmés (PSIB-PSOE) est remplacée en juillet 2007 par Antoni Garcias Simon.
- Bartomeu Llinàs (PSIB-PSOE) est remplacé en juillet 2007 par Francesc Dalmau Fortuny.
- Vicenç Thomàs (PSIB-PSOE) est remplacé en septembre 2007 par Miquel Àngel Coll Canyelles.
- Jaume Carbonero (PSIB-PSOE) est remplacé en septembre 2007 par Francisca Lladó Pol.
  - Francisca Lladó (PSIB-PSOE) est remplacée en février 2009 par Maria Luisa Morillas Navarro.
- Joan Huguet (PP) est remplacé en mars 2008 par Gaspar Oliver Mut.
- Rosa Estàras (PP) est remplacée en juillet 2009 par Miquel Munar Cardell.
  - Miquel Munar (PP) est remplacé en septembre 2010 par Maria Monserrat Bennàssar.
- Bartomeu Vicens (UM) est remplacé en décembre 2009 par Isabel Alemany Moyà.
- Antònia Munar (UM) est remplacée en mars 2010 par Maria Antònia Sureda Martí.
- Jaume Font (PP) est remplacé en février 2011 par José Ramón Bauzá.

### 2011
| Parti     | Parti | Députés élus |
| --------- | ----- | --- |
| PP        |       | José Ramón Bauzá, Maria Salom, Álvaro Gijón Carrasco, María Núria Riera Martos, Antoni Pastor Cabrer, Antonia Perelló Jorquera, Carlos Juan Delgado Truyols, Lourdes Bosch Acarreta, José Ignacio Aguiló Fuster, Antònia Maria Estarellas Torrens, Pere Rotger i Llabrés, Margalida Prohens Rigo, Antonio Gómez Pérez, Margalida Serra Cabanellas, Rafael Ángel Bosch Sans, Margalida Cabrer González, Fernando Rubio Aguiló, Margalida Durán Cladera, Federico Sbert Muntaner |
| PSIB-PSOE |       | Francesc Antich, Francina Armengol, Lluís Maicas Socías, Lourdes Aguiló Bennàssar, Antonio Diéguez Seguí, Rosamaria Alberdi Castell, Vicenç Thomàs Mulet, Isabel Maria Oliver Sagreras, Jaume Carbonero Maberti, Conxa Obrador Guzman |
| PSM       |       | Gabriel Barceló Milta, Josefa Santiago Rodríguez, Antoni Alorda Vilarrubias, Joana Lluïsa Mascaró Melià |

- Carlos Delgado (PP) est remplacé en juin 2011 par Margalida Ferrando Barceló.
  - Margalida Ferrando (PP) est remplacée en juin 2011 par Llorenç Galmés Verger après renonciation de Maria Marquès Caldentey.
- José Ignacio Aguiló (PP) est remplacé en juin 2011 par Carlos Luis Veramendi Mestre.
- Antoni Gómez (PP) est remplacé en juin 2011 par María José Bauzá Alonso.
- Rafael Bosch (PP) est remplacé en juin 2011 par Óscar Fidalgo Bestard.
- Francesc Antich (PSIB-PSOE) est remplacé en juin 2011 par Cosme Bonet Bonet.
- Antònia Estarellas (PP) est remplacée en juin 2011 par Ana Maria Aguiló Garcías.
- Federico Sbert (PP) est remplacé en juin 2011 par Francisco Mercadal Alabern.
- Nuria Riera (PP) est remplacée en juin 2011 par Antònia Vallès Ramis.
- Álvaro Gijón (PP) est remplacé en août 2011 par Gabriel José Martí Ballester.
- Antònia Perelló (PP) est remplacée en août 2011 par Rosa Maria Bauzà Colom.
- Rosamaria Alberdi (PSIB-PSOE) est remplacée en mai 2012 par María Pilar Sansó Fuster.
- Joana Mascaró (PSM) est remplacée en avril 2013 par David Abril Hervás.
- Antoni Alorda (PSM) est remplacé en février 2014 par Miquel Àngel Mas Colom.

### 2015
| Parti      | Parti | Députés élus |
| ---------- | ----- | --- |
| PP         |       | José Ramón Bauzá, Maria Salom, Álvaro Gijón Carrasco, Margalida Prohens Rigo, Antonio Gómez Pérez, Antonia Perelló Jorquera, Biel Company Bauzà, María Núria Riera Martos, Miquel Vidal Vidal, Sandra Fernández Herranz |
| PSIB-PSOE  |       | Francina Armengol, Andreu Alcover Ordinas, Isabel Maria Oliver Sagreras, Vicenç Thomàs Mulet, Mercedes Garrido Rodríguez, Martí Xavier March Cerdà, Silvia Cano Juan                                                    |
| Més        |       | Gabriel Barceló Milta, Margalida Capellà Roig, David Abril Hervás, Joana Aina Campomar Orell, Antoni Reus Darder, Isabel Maria Busquets Hidalgo                                                                         |
| Podemos    |       | Alberto Jarabo Vicente, Xelo Huertas, Carlos Saura León, Laura Camargo Fernández, Baltasar Picornell |
| El Pi      |       | Jaume Font Barceló, Antonia Sureda Martí, Josep Melià Ques |
| Ciudadanos |       | Xavier Pericay Hosta, Olga Ballester Nebot |

- José Ramón Bauzá (PP) est remplacé en juillet 2015 par Rafael Nadal Homar.
- Mercedes Garrido (PSIB-PSOE) est remplacée en juillet 2015 par Conxa Obrador Guzman.
- Martí March (PSIB-PSOE) est remplacé en juillet 2015 par Jaime Juan Garau Salas.
- Maria Salom (PP) est remplacée en novembre 2016 par Margalida Cabrer González.
- Margalida Capellà (Més) est remplacée en novembre 2017 par Josep Ferrà Terrasa.
- David Abril (Més) est remplacé en avril 2018 par Agustina Vilaret González.
- Isabel Sagreras (PSIB-PSOE) est remplacée en juin 2018 par Juli Dalmau de Mata.
- Isabel Busquets (Més) est remplacée en juillet 2018 par Miguel Gallardo Esgleas.
- Marga Prohens démissionne en mai 2019 mais n'est pas remplacée.

### 2019
| Parti        | Parti | Députés élus |
| ------------ | ----- | --- |
| PSIB-PSOE    |       | Francina Armengol, Iago Negueruela, Patricia Juana Gómez Picard, Martí Xavier March Cerdà, Silvia Cano Juan, Vicenç Thomàs Mulet, Mercedes Garrido Rodríguez, Joan Ferrer Ripoll, Isabel Castro Fernández, Antonio Morante Milla |
| PP           |       | Biel Company Bauzà, Margarita Durán Cladera, Antonio Francisco Fuster Zanoguera, María Antonio García Sastre, Sebastián Sagreras Ballester, María Núria Riera Martos, Miquel Vidal Vidal                                         |
| Més          |       | Miquel Ensenyat, Josefina Santiago Rodríguez, Josep Ferrà Terrasa, Joana Aina Campomar Orell |
| Ciudadanos   |       | Marc Pérez-Ribas Guerrero, Patricia Guasp Barrero, Juan Manuel Gómez Gordiola |
| Podemos-EUIB |       | Juan Pedro Yllanes, Antonia Martín Perdíz, Alejandro López Soria |
| Vox          |       | Jorge Campos Asensi, Idoia Ribas Marino, Sergio Rodríguez Farré |
| El Pi        |       | Jaume Font Barceló, Catalina Pons Salom, Josep Melià Ques |

- Iago Negueruela (PSOE) est remplacé en juillet 2019 par Beatriz Gamundí Molina.
- Patricia Gómez (PSOE) est remplacée en juillet 2019 par Juli Dalmau de Mata.
- Martí March (PSOE) est remplacé en juillet 2019 par María Pilar Sansó Fuster.
- Isabel Castro (PSOE) est remplacée en juillet 2019 par Ares Fernández Lombardo.
- Antonio Morante (PSOE) est remplacé en juillet 2019 par Maria Antònia Truyols Martí.
- Fina Santiago (Més) est remplacée en juillet 2019 par Joan Mas Tugores.
- Juan Pedro Yllanes (Podemos) est remplacé en juillet 2019 par Maria Esperança Sans Regis.
- Jaime Font (El Pi) est remplacé en mars 2020 par Antonia Sureda Martí.

### 2023
| Parti     | Parti | Députés élus |
| --------- | ----- | --- |
| PP        |       | Marga Prohens, Alejandro Sáenz de San Pedro García, Sandra Fernández Herranz, Sebastián Sagreras Ballester, Margarita Durán Cladera, Jaume Bauzá Mayol, Cristina Gil Membrado, Mauricio Rovira de Alós, Margalida Pocoví Sampol, Javier Ureña Morales, Catalina Cirer Adrover, Antonio Vera Alemany, Ana Isabel Curtó Alemany |
| PSIB-PSOE |       | Francina Armengol, Iago Negueruela, Patricia Juana Gómez Picard, Lorenç Pou Garcias, Mercedes Garrido Rodríguez, Joaquín Torres Artigues, Malena Riudavets Suárez, Carles Bona Casas, Amanda Fernández Rubí, Omar Lamin Abeidi                                                                                                |
| Vox       |       | Jorge Campos Asensi, Idoia Ribas Marino, Sergio Rodríguez Farré, María José Verdú Torres, Agustín Nicolás Buades Rullán, Manuela Cañadas Pinilla |
| Més       |       | Lluís Enric Apesteguia Ripoll, María Ramón Salas, Ferran Rosa Gaspar, Marta Carrió Palou |

- Jorge Campos (Vox) ne siège pas et est remplacé dès l'ouverture de la législature par Gabriel Antonio Le Senne Presedo.
- Catalina Cirer (PP) est remplacée le 27 juillet 2023 par Rafael Nadal Barceló.
- Jaume Bauzá (PP) est remplacé le 27 juillet 2023 par Isabel María Borrás Rosselló.
- Javier Ureña (PP) est remplacé le 27 juillet 2023 par José Luis Mateo Hernández.
- Antonio Vera (PP) est remplacé le 27 juillet 2023 par Carmen Cañellas Martín.
- Francina Armengol (PSIB-PSOE) est remplacée le 27 juillet 2023 par Silvia Cano Juan.
- Sandra Fernández (PP) démissionne en août 2023.
- Joaquín Torres (PSIB-PSOE) démissionne en août 2023.